# Sarcoma odontogênico
O sarcoma odontogênico é um grupo de neoplasias odontogênicas malignas originárias de tecido mesenquimal. Anteriormente, a classificação de lesões odontogênicas da OMS trazia subcategorias individuais que foram agrupadas sob uma mesma nomenclatura.

## Sinais e sintomas
Clinicamente, o sarcoma odontogênico tende a se apresentar com edema e dor, e os sintomas podem durar de dois meses até 10 anos antes do diagnóstico. O tumor possui comportamento localmente agressivo, podendo causar expansão e perfuração da cortical óssea e deslocamento de dentes. 

## Aspectos radiográficos e histológicos
Radiograficamente, o sarcoma odontogênico costuma se apresentar como uma lesão radiolúcida multilocular, raramente unilocular, de margens mal delimitadas, com expansão e destruição óssea e possível formação de focos radiopacos.
Histologicamente, o tumor é caracterizado por um epitélio ameloblástico benigno, e um componente mesenquimal sarcomatoso maligno. Anteriormente, era classificado a partir de alguns subtipos, a partir da formação de tecido mineralizado:
- Fibrossarcoma ameloblástico: quando não há formação de tecido mineralizado;
- Fibrodentinossarcoma ameloblástico: quando há formação de dentina ou de matriz dentinoide;
- Fibro-odontossarcoma ameloblástico: quando há formação de esmalte ou matriz ameloblástica.

Cerca de 10% dos casos possuem formação de matriz mineralizada: a forma mais comum é aquela que não possui matriz mineralizada, o fibrossarcoma ameloblástico, que é considerada a contraparte maligna do fibroma ameloblástico. A maior parte dos sarcomas odontogênicos são de baixo grau a intermediário, com alguns relatos de casos anaplásicos.

## Causas
O sarcoma odontogênico pode surgir de novo ou a partir da transformação maligna de um fibroma ameloblástico. Cerca de 24-30% dos fibrossarcomas ameloblásticos surgem a partir de um fibroma ameloblástico. Mutações relacionadas aos genes BRAF V600E foram detectadas em até 71% dos casos, com outras mutações sendo relacionadas à via MAPK/ERK, NRAS, p53 e c-KIT. Perda da heterozigose nos cromossomos 3 e 9 também foi relatada.

## Epidemiologia
Ocorre principalmente na segunda e terceira décadas de vida, normalmente 10 anos após o fibroma ameloblástico. São mais prevalentes em mandíbula (79% dos casos), especialmente na região posterior, sem diferença de gênero. Os sarcomas odontogênicos são tumores muito raros e correspondem a menos de 5% dos sarcomas da região oral e maxilofacial: atualmente, há registro de 100 casos na literatura.

## Diagnóstico
O diagnóstico se dá por exame anatomopatológico. O uso de imuno-histoquímica para marcadores específicos é utilizado no diagnóstico diferencial:
- Ki67, PCNA, p53, S100, AE1/AE3, SMA e vimentina: positivos no estroma tumoral;
- SATB2: positivo no epitélio odontogênico benigno;

## Prognóstico e tratamento
O tratamento de escolha é a ressecção cirúrgica com margens amplas. O tumor é localmente agressivo e com taxa de recidiva de 37%, embora metástases à distância sejam mais raras. A dissecção dos linfonodos cervicais não é comum, pela raridade de espalhamento linfonodal local. Nos casos em que há margens cirúrgicas positivas, utiliza-se a radioterapia adjuvante. A quimioterapia não é utilizada pela baixa eficácia: há na literatura relatos de uso da combinação de ifosfamida e doxorrubicina, sem sucesso, com metástase em pulmão após quimioterapia.